# Saman Ghoddos
Saman Ghoddos (persisch سامان قدوس, DMG Sāmān Qodūs; * 6. September 1993 in Malmö) ist ein iranisch-schwedischer Fußballspieler, der beim FC Brentford unter Vertrag steht und für die iranische Nationalmannschaft spielt. Er kann als Mittelfeldspieler oder Stürmer eingesetzt werden.

## Karriere

### Verein
Als Jugendspieler spielte der in seinem Geburtsland Schweden aufgewachsene Ghoddos, Sohn iranischer Eltern, zunächst im Jahr 2007 bei Malmö FF. Im gleichen Jahr ging er zum IF Limhamn Bunkenflo. Im Jahr 2016 wechselte Ghoddos zu Östersunds FK, in seiner Debütsaison gelangen ihm gleich zehn Ligatreffer und gewann den schwedischen Pokal. Im Jahr 2017 erzielte Ghoddos das 1:0 im UEFA-Europa-League-Qualifikationsspiel gegen Galatasaray Istanbul.
Am 23. August 2018 wechselte Ghoddos zum französischen Erstligisten SC Amiens. Im Januar 2021 wechselte er nach England zum FC Brentford.

### Nationalmannschaft
Im Dezember 2016 entschied sich Ghoddos, für die schwedische Fußballnationalmannschaft zu spielen. Am 12. Januar 2017 erzielte er sein erstes Länderspieltor beim 6:0-Sieg über die Slowakei.
Später wechselte Ghoddos zur iranischen A-Nationalmannschaft und debütierte am 5. Oktober 2017 beim 2:0-Sieg im Testspiel gegen Togo. Bei der Fußball-Weltmeisterschaft 2018 stand er im Kader des Iran und wurde in allen drei Gruppenspielen gegen Marokko, Spanien und Portugal eingewechselt. Der Iran schied als Gruppendritter noch in der Gruppenphase aus.

## Spielweise
Ghoddos kann auch als Mittelfeldspieler oder als Flügelspieler eingesetzt werden und wird für seine technischen Fähigkeiten gelobt.

## Sonstiges
Am 29. August 2019 wurde Ghoddos von der FIFA für vier Monate gesperrt.

## Erfolge
- Schwedischer Pokalsieger: 2017
- Teilnahme an der Europa League 2017/18